# Saint-Marcel-d’Urfé
Saint-Marcel-d’Urfé – miejscowość i gmina we Francji, w regionie Owernia-Rodan-Alpy, w departamencie Loara.
Według danych na rok 1990 gminę zamieszkiwało 268 osób, a gęstość zaludnienia wynosiła 19 osób/km² (wśród 2880 gmin regionu Rodan-Alpy Saint-Marcel-d’Urfé plasuje się na 1360. miejscu pod względem liczby ludności, natomiast pod względem powierzchni na miejscu 832.).